# Центральний архів Міністерства оборони Російської Федерації
Центральний архів Міністерства оборони Російської Федерації (ЦА МО РФ або ЦАМО РФ) — відомчий архів Росії, де зберігаються документи штабів, об’єднань, військових частин та навчальних закладів Міноборони РФ з 1941 року до кінця 1980-х років.
Архів підпорядкований Архівній службі Збройних сил РФ і є складовою історико-культурної діяльності міністерства. Архів було засновано у 1936 році, а з 1946 року він розташований у місті Подольськ Московської області. 
З 1992 року діє філія архіву в місті Пугачов Саратовської області.

### Історія

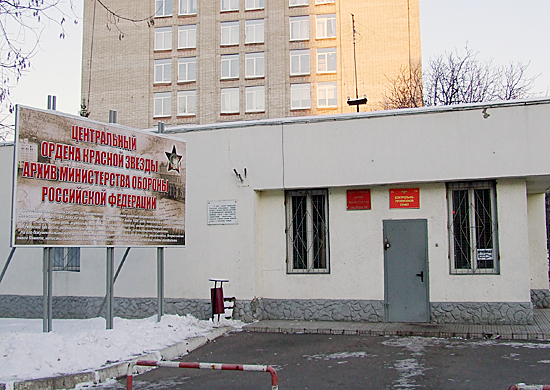
Центральний архів Міністерства оборони РФ

Архів було створено 2 липня 1936 року як відділ архівів НКО СРСР. Під час Другої світової війни у 1941 році архів евакуювали до міста Бузулук Оренбурзької області. З 1946 року він перебуває у Подольську на території колишнього військового училища, яке функціонувало до війни.
У 1986 році за внесок у збереження документів архів нагородили орденом Червоної Зірки.

### Структура
ЦА МО РФ налічує близько 90 тисяч фондів, що містять понад 18,6 мільйонів одиниць зберігання.  
Організація архіву відповідає структурі армії: зберігаються документи управлінь центрального апарату, військових округів, армій, дивізій та окремих частин. Архів має науково-довідкову бібліотеку та кілька відділів, серед яких:  
- 2-й відділ — нагородні документи та листи про нагородження.
- 5-й відділ — особові справи офіцерів та генералів.
- 9-й відділ — картотека втрат рядового складу та військовополонених.

### Проблеми доступу
Доступ до архівних матеріалів ускладнений через часткову засекреченість документів, зокрема тих, що стосуються Другої світової війни. Попри законодавство, що зобов’язує розсекречувати документи через 30 років, багато фондів залишаються недоступними.  

### Нагороди
15 грудня 2006 року ЦА МО РФ отримав орден «За служіння Вітчизні» III ступеня від Національного благодійного фонду «Вічна слава героям».

### Загальна інформація
- ЦАМО РФ на сайті Міністерства оборони Російської Федерації. Архів оригіналу за 27 травня 2012. Процитовано 17 серпня 2011.
- ЦАМО РФ на сайті «Архіви Росії»
- Лариса Романовська. У списках не значиться. Запити від населення в ЦАМО РФ розглядаються більше року. «Культура» № 17 (7476), травень 2005 р.
- Вікторія Чуткова. Не до ордена: Ювілей відшумів, а нагороди, як і раніше, чекають на своїх героїв. «Новая газета», 27.06.2005

### Рекомендації щодо пошуку в ЦАМО
- Перший раз у ЦАМО. Поради новачку
- Пошукові архівні дослідження (методичка)
- Зразок анкети-запиту до архіву Міністерства оборони для пошуку долі військовослужбовця